# チャールズ・モンロー (初代準男爵)

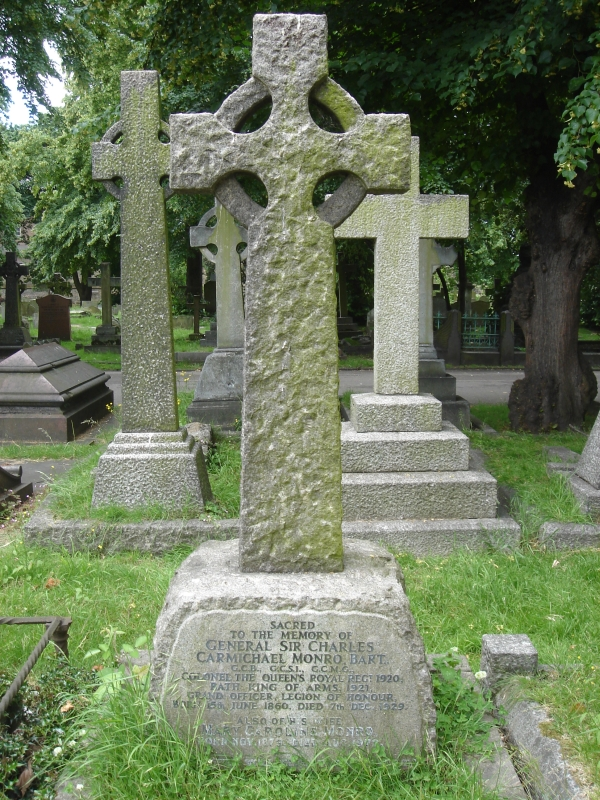
ロンドンのブロンプトン墓地にあるモンローの墓碑

初代ベアクロフツ準男爵サー・チャールズ・カーマイケル・モンロー（Sir Charles Carmichael Monro, 1st Baronet of Bearcrofts, GCB, GCSI, GCMG、1860年6月15日 - 1929年12月7日）は、第一次世界大戦当時のイギリス陸軍の将軍、また、後のジブラルタル総督（1923年 - 1929年）。

## 経歴
シャーボーン・スクール (Sherborne School) からサンドハースト (Sandhurst) の王立陸軍大学 (Royal Military College) に進んだモンローは、1879年に第2歩兵連隊（2nd Regiment of Foot：1881年クィーンズ・ロイヤル連隊（Queen's Royal Regiment (West Surrey) ）へ改名・現在のプリンセス・オブ・ウェールズ・ロイヤル連隊（Princess of Wales's Royal Regiment ）の前身のひとつ）の士官に任官した。第二次ボーア戦争 (Second Boer War) に従軍し、1900年のパールデベルクの戦い (Battle of Paardeberg) に参戦した。 1907年、ダブリンの第13歩兵旅団 (13th Infantry Brigade) の司令官に任じられ、1912年には第2ロンドン師団（2nd London Division：開戦後第47師団（47th (1/2nd London) Division）へ改名 ）の司令官 (General Officer Commanding) となった。
第一次世界大戦が勃発すると、モンローは第2師団 (2nd Division) の司令官としてフランスへ派遣され、第一次イーペルの戦い (First Battle of Ypres) で重要な役割を果たした。1914年12月には、第1軍団 (I Corps) 司令官となり、1915年7月には第3軍 (Third Army) 司令官となった。ガリポリの戦いの後、イアン・ハミルトン将軍が地中海遠征軍 (Mediterranean Expeditionary Force) 司令長官を更迭されると、代わってチャールズ・モンローが1915年10月に後任に充てられた。モンローはガリポリ半島（ゲリボル半島）からの撤退を命じた。
1916年、モンローはフランスにいた第1軍 (British First Army) 司令官を短期間だけ務めた後、同年の遅い時期にインド最高司令官 (Commander-in-Chief, India) となった。インド最高司令官として、モンローはメソポタミアの戦い (Mesopotamian campaign) の指揮を執ることとなった。1916年8月1日、ウィリアム・ロバートソンはモンローに、メソポタミアでは「見栄えよく展開するように (keep up a good show)」とした上で、それ以上は自重し、バグダッドを陥落させようなどとはするなと言ったとされる。ところが、これは戦争委員会 (War Committee) に加わっていたジョージ・カーゾンとオースティン・チェンバレンによってひっくり返された。モンローはインドへの赴任の途上で、スタンリー・モード (Stanley Maude) が率いていた軍の状態を査察し、モンローが送った肯定的な報告を踏まえ、1916年9月18日に戦争委員会はモードに対して攻勢に出ることを承認した。
1923年、モンローは、ジブラルタル総督に任じられた。
モンローは1929年に死去し、ロンドンのブロンプトン墓地 (Brompton Cemetery) に埋葬された。

## 関連文献
- Woodward, David R. "Field Marshal Sir William Robertson", Westport Connecticut & London: Praeger, 1998, ISBN 0-275-95422-6